# Bollezeele
Bollezeele é uma comuna francesa na região administrativa de Altos da França, no departamento do Norte. Estende-se por uma área de 17.54 km². Em 2010 a comuna tinha 1 460 habitantes (densidade: 83,2 hab./km²).